# Maestro-Karte

Aktuelles Maestro-Logo

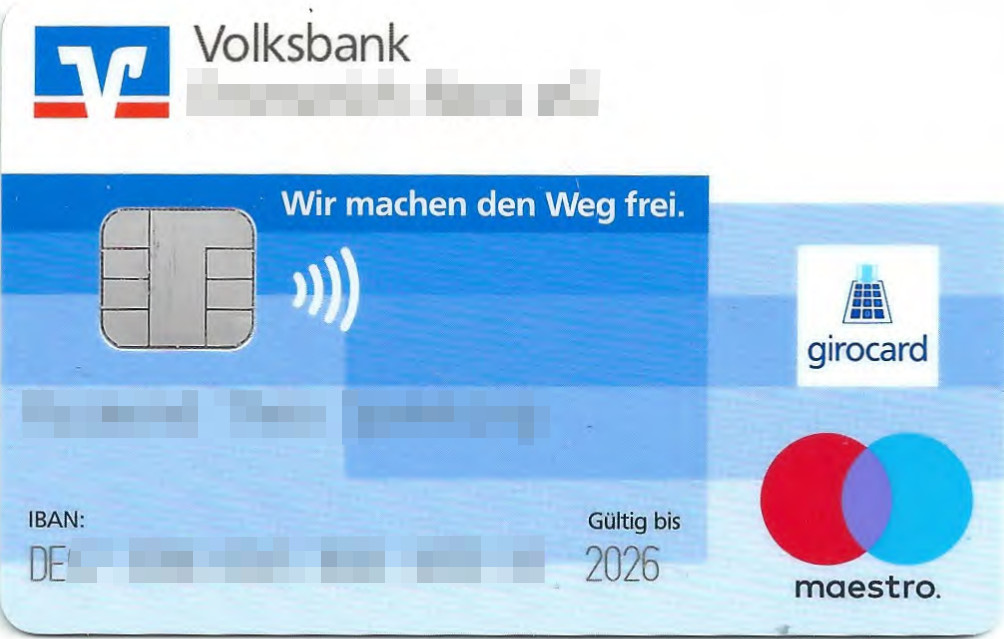
Girocard mit Maestro aus dem Volksband-Verbund

Maestro ist ein internationaler Debitkartendienst von Mastercard, der mittels einer Maestro-Karte (auch Maestro-Card) weltweit bargeldlose Zahlungen sowie die Nutzung von Geldautomaten mit Maestro-Logo in Form einer Zahlungskarte ermöglicht.
Als Debitkarte, in Österreich auch Bankomatkarte genannt, wird dabei eine Kunststoffkarte bezeichnet, die einen direkten und unmittelbaren Zugriff auf das Guthaben bzw. den verfügbaren Kreditrahmen des Girokontos zulässt. Es handelt sich jedoch nicht um eine Kreditkarte. In einigen Ländern ist es üblich, Karten des jeweiligen nationalen Debitkartensystems zusätzlich mit Maestro-Funktionalität auszustatten, zu erkennen am zusätzlichen Maestro-Logo auf der Karte. Bei Zahlungen im Ausland wird bei diesen kombinierten Karten statt des nationalen Systems die Maestro-Anwendung verwendet. Ein weit verbreitetes Beispiel sind deutsche Girocards mit Maestro-Cobranding, die aus diesem Grund von den ausgebenden Kreditinstituten oft als Giro-/Maestro-Karten oder sogar als Maestro-Karten bezeichnet werden, was zu Missverständnissen führen kann.
Das europäische Konkurrenzsystem von VISA nennt sich V-Pay. Es wird ebenfalls in Deutschland größtenteils als Cobranding für Girocards verwendet.
Mastercard stellte die Ausgabe neuer Maestro-Karten zum 1. Juli 2023 ein. Die Gültigkeit der letzten Maestro-Karten endet Ende 2027. Stattdessen werden Karten mit Mastercard Debit oder Visa Debit herausgegeben.

## Funktionen

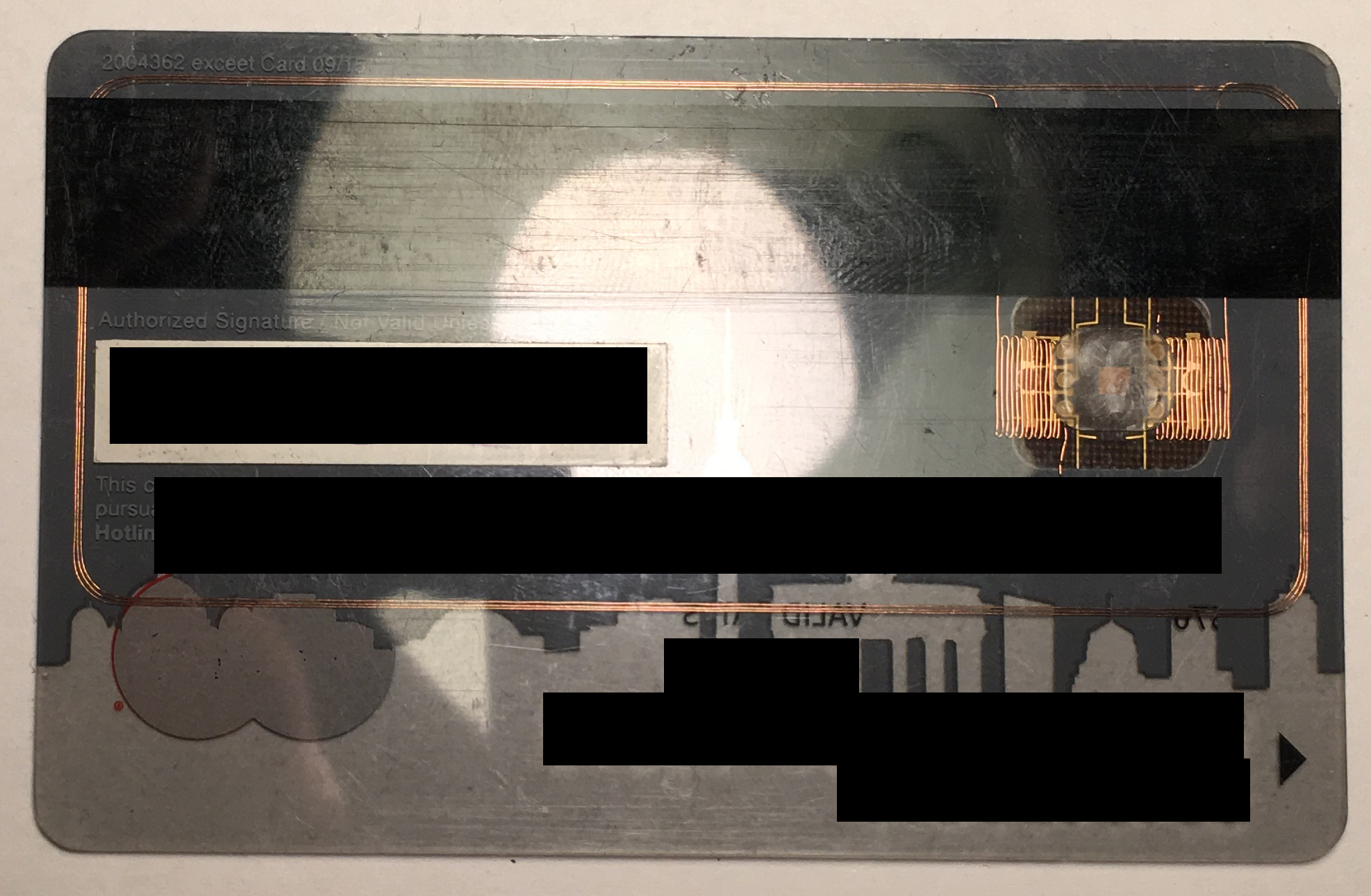
Maestro Kartenrückseite mit sichtbarem EMV-Chip und NFC-Antenne

Die Maestro-Anwendung ermöglicht Debitkarten, die durch das Logo auf der Vorderseite der Karte gekennzeichnet sind:
- bargeldlose elektronische Zahlungen bei mehr als 13,8 Millionen Akzeptanzstellen im Handel (Stand: November 2011)[2]
- Bargeldbezüge bei knapp 1 Million Maestro-fähigen Geldausgabeautomaten (Stand: Oktober 2012)[3]

Kontaktloses Bezahlen ist mittels des NFC-Bezahlsystems Paypass von Mastercard möglich.

## Transaktionen
Bei Maestro-Transaktionen erfolgt die Abwicklung zwischen der kartenausgebenden und der mit dem Vertragspartner abrechnenden Bank oder der Geldausgabeautomaten-Standortbank durch Mastercard. Wenn Maestro nur als Cobranding auf einer Karte vorhanden ist, wird in der Regel das nationale System zur Zahlung benutzt, wie zum Beispiel Girocard in Deutschland.
Maestro-Transaktionen sind grundsätzlich Online-Transaktionen. Dieses Prinzip wird durchbrochen, wenn eine Karte mit einem EMV-Chip an einem EMV-fähigen Terminal eingesetzt wird und die kartenausgebende Bank aufgrund gewisser im Chip gespeicherter Kriterien keine Autorisierung wünscht. Maestro-Transaktionen werden in der Regel mit PIN bestätigt, oder werden bei kontaktloser Zahlung ohne Prüfung des Inhabers autorisiert. In Übersee gibt es die Möglichkeit der Zahlung mit Unterschrift nicht mehr. Lediglich in Europa gibt es einige wenige Länder, in denen aus historischen Gründen neben PIN-Transaktionen auch unterschriftenbasierte Transaktionen durchgeführt werden können.

## Maestro-Entwicklung

Maestro-Logo bis 2016

Die Anzahl der Maestro-Karten hat sich von 15 Millionen (1993) auf ca. 583 Millionen (9/2009) weltweit erhöht (Schweiz: 5 Mio., Europa: 307 Mio.). Die Anzahl der Terminals bei Maestro-Vertragspartnern stieg im gleichen Zeitraum von 0,3 Millionen auf ca. 11 Millionen (9/2009) (Schweiz: 84.500, Europa: 6,5 Mio.). Die Anzahl der Geldausgabeautomaten mit Maestro-Funktion betrug Ende 1998 weltweit 440.000, im Dezember 2010 ca. eine Million (Schweiz: 6.200, Europa: 360.000).
In der Schweiz hat die Wettbewerbskommission die Einführung von Kick-back-Zahlungen bei Maestro verhindert. Mittelfristig werden die Maestro-Karten durch die Debit Mastercard ersetzt.

## Maestro SecureCode für Internet-Zahlungen
In Österreich konnte mit der Maestro-Karte auch im Internet bezahlt werden. Zwischen Ende 2010 und Anfang 2014 wurde dieser Service allerdings von den Banken eingestellt. Seit Februar 2014 bieten nun einige österreichische Banken diesen Service wieder für ihre Maestro-Karteninhaber an. Dabei kommt auch diesmal das Mastercard-SecureCode-Verfahren zur Anwendung.
Für Deutschland gibt es weiterhin keine Alternative zum Card Validation Code für Internet-Zahlungen. Die verbreiteten Girocards mit Maestro-Cobranding unterstützen die Zahlung im Fernabsatz per Maestro nicht.